# Dong Wang Gong
Dong Wang Gong (东王公; Dōngwánggōng) ('Östra guden') är en gud inom daoismen. Dong Wang Gong är Xi Wang Mus manlige motpart. Xi Wang Mu associeras med väster och Dong Wang Gong med öster. De möttes varje år varpå de motstridiga principerna Yin och yang förenades.

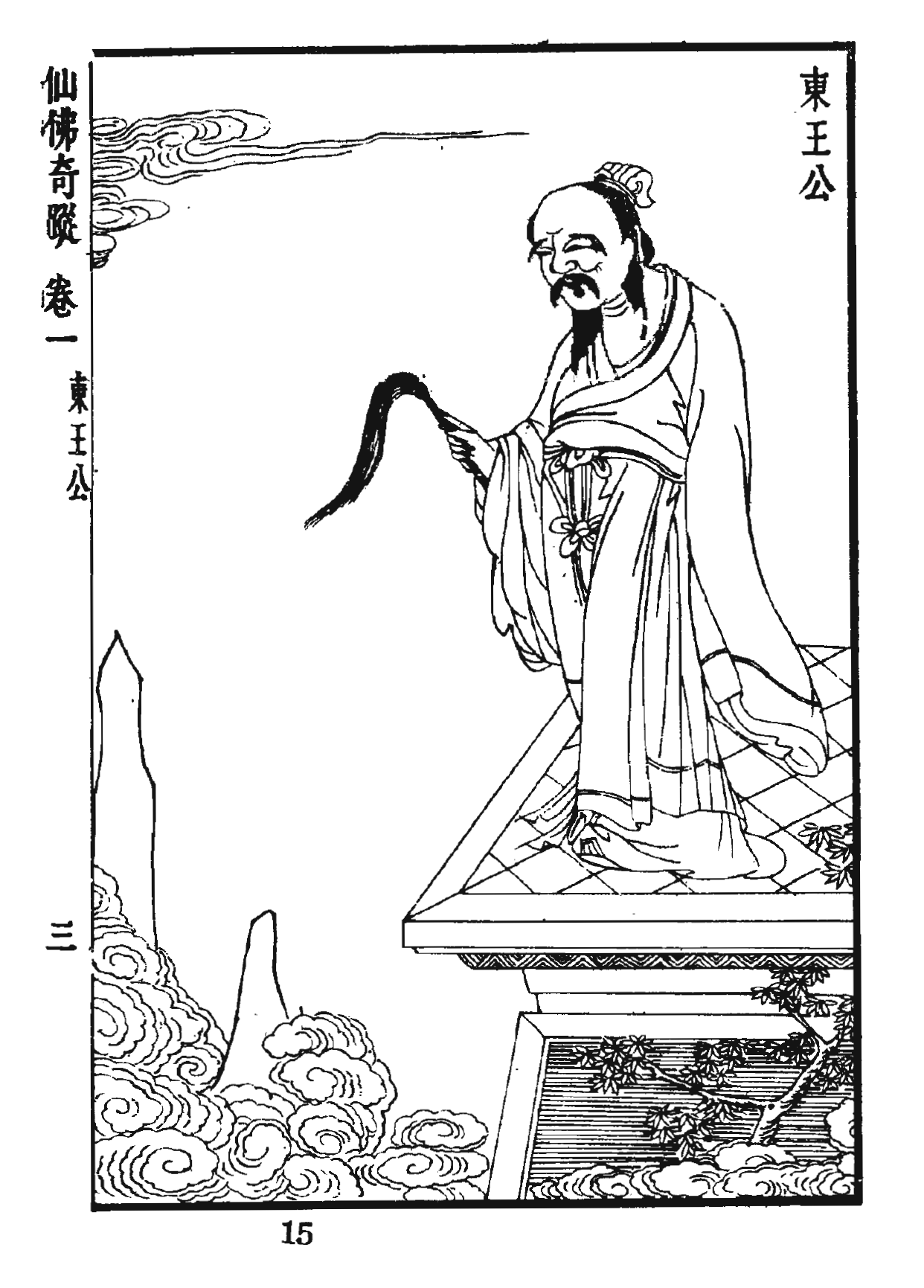
Dong Wang Gong.

Den äldsta kända avbildningen av Dong Wang Gong hittades vid utgrävningen av Markis Haihuns grav (92–59 f.Kr.), som har pågått sedan 2011. På en polerad bronsspegel finns en bild på Dong Wang Gong tillsammans med Xi Wang Mu.